# Karaš
Karaš (serb. Караш; rum. Caraș; węg. Karas; łac. Apo) – rzeka w zachodniej Rumunii i w zachodniej Serbii (Wojwodinie), lewy dopływ Dunaju. Długość – 110 km (50 km w Rumunii, 60 km w Serbii), powierzchnia zlewni – 1400 km².
Źródła Karašu znajdują się na wschodnim skraju gór Semenic. Rzeka płynie na północ, koło wsi Carașova skręca na południowy zachód. W górnym biegu przyjmuje wiele krótkich dopływów z gór. Koło wsi Vrani przecina granicę rumuńsko-serbską i dociera do Deliblatskiej peščary. Tam zmienia kierunek na południowo-wschodni. Ostatni odcinek Karašu jest skanalizowany i stanowi część kanału Dunaj-Cisa-Dunaj. Koło wsi Stara Palanka uchodzi do Dunaju.
Okolice wsi Carașova zamieszkuje lud Karaszanów (Krašovani / Karašani – Крашовани – Карашани) – kilkutysięczna izolowana grupa etniczna południowych Słowian o charakterze przejściowym między Serbami a Bułgarami.